# Leichtathletik-Jugendweltmeisterschaften 2013

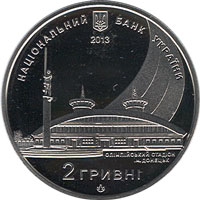
Sondermünze Vorderseite

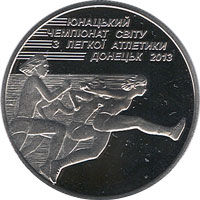
Sondermünze Rückseite

Die 8. Leichtathletik-Jugendweltmeisterschaften für 15- bis 17-jährige (kurz: U18) Leichtathleten fanden vom 10. bis 14. Juli 2013 im RSK Olimpijskyj in Donezk, Ukraine statt.
Der Deutsche Leichtathletik-Verband (DLV) hatte 51 Athleten nominiert.
Mit acht Medaillen (zwei Gold, drei Silber, drei Bronze) und 104 Punkten in der Nationenwertung waren sie so erfolgreich wie selten.

## Ergebnisse Männer

### 100 m
| Platz | Athlet                | Land | Zeit (s)  |
| ----- | --------------------- | ---- | --------- |
| 1     | Mo Youxue             | CHN  | 10,35 WYL |
| 2     | Ojie Edoburun         | GBR  | 10,35 PB  |
| 3     | Reynier Mena          | CUB  | 10,37 PB  |
| 4     | Michael O’Hara        | JAM  | 10,46     |
| 5     | Mario Burke           | BAR  | 10,51     |
| 6     | Vitor Hugo dos Santos | BRA  | 10,53     |
| 7     | Waseem Williams       | JAM  | 10,58     |
| 8     | Aitor Same Ekobo      | ESP  | 10,65 PB  |

Wind: -0,4 m/s

### 200 m
| Platz | Athlet                | Land | Zeit (s)  |
| ----- | --------------------- | ---- | --------- |
| 1     | Michael O’Hara        | JAM  | 20,63 WYL |
| 2     | Vitor Hugo dos Santos | BRA  | 20,67 PB  |
| 3     | Reynier Mena          | CUB  | 20,79     |
| 4     | Thomas Somers         | GBR  | 20,84 PB  |
| 5     | Jonathan Farinha      | TTO  | 21,00 PB  |
| 6     | Divine Oduduru        | NGR  | 21,37     |
| 7     | Mo Youxue             | CHN  | 21,42     |
| 8     | Li Zhe                | CHN  | 21,54     |

Wind: -1,0 m/s

### 400 m
| Platz | Athlet                    | Land | Zeit (s)  |
| ----- | ------------------------- | ---- | --------- |
| 1     | Martin Manley             | JAM  | 45,89 WYL |
| 2     | Ryan Clark                | USA  | 46,46     |
| 3     | Alexander Lerionka Sampao | KEN  | 46,78 PB  |
| 4     | Ian Mutuku                | KEN  | 47,02     |
| 5     | Batuhan Altıntaş          | TUR  | 47,10     |
| 6     | Mohamed Nasir Abbas       | QAT  | 47,20     |
| 7     | Devaughn Baker            | JAM  | 47,97     |
|       | Abubakar Abbas            | BHR  | DSQ       |

### 800 m
| Platz | Athlet                  | Land | Zeit (min) |
| ----- | ----------------------- | ---- | ---------- |
| 1     | Alfred Kipketer         | KEN  | 1:48,01 PB |
| 2     | Konstantin Tolokonnikow | RUS  | 1:48,29 PB |
| 3     | Kyle Langford           | GBR  | 1:48,32 PB |
| 4     | Mamush Lencha           | ETH  | 1:49,85    |
| 5     | Marc Reuther            | GER  | 1:50,05 PB |
| 6     | Oussama Nabil           | MAR  | 1:50,28    |
| 7     | Abrahaley Tadesse       | ETH  | 1:50,60 PB |
| 8     | Patrick Kiprotich Ronoh | KEN  | 1:51,53    |

### 1500 m
| Platz | Athlet                | Land | Zeit (min) |
| ----- | --------------------- | ---- | ---------- |
| 1     | Robert Kiptoo Biwott  | KEN  | 3:36,77 CR |
| 2     | Tesfu Tewelde         | ERI  | 3:42,14 PB |
| 3     | Titus Kipruto Kibiego | KEN  | 3:42,97    |
| 4     | Mathiwos Yotota       | ETH  | 3:44,43 PB |
| 5     | Blake Haney           | USA  | 3:44,69 PB |
| 6     | Yemaneberhan Crippa   | ITA  | 3:45,02 PB |
| 7     | Jesús Ramos           | ESP  | 3:48,69 PB |
| 8     | Jawad Douhri          | MAR  | 3:49,44    |

### 3000 m
| Platz | Athlet                  | Land | Zeit (min) |
| ----- | ----------------------- | ---- | ---------- |
| 1     | Yomif Kejelcha          | ETH  | 7:53,56 PB |
| 2     | Vedic Kipkoech          | KEN  | 7:55,60    |
| 3     | Alexander Mutiso Munyao | KEN  | 7:56,86 PB |
| 4     | Mogos Tuemay            | ETH  | 8:03,83 PB |
| 5     | Suguru Hirosue          | JPN  | 8:24,37 PB |
| 6     | Denis Bashkirtsew       | RUS  | 8:26,71    |
| 7     | Takeshi Okada           | JPN  | 8:27,06    |
| 8     | Hocine el-Zourkane      | ALG  | 8:27,43 PB |

Der ursprünglich fünfplatzierte Eritreer Awet Nftalem Kibrab wurde wegen einer nachträglichen Korrektur seines Alters disqualifiziert.

### 10.000 m Bahngehen
| Platz | Athlet               | Land | Zeit (min)  |
| ----- | -------------------- | ---- | ----------- |
| 1     | Toshikazu Yamanishi  | JPN  | 41:53,80 PB |
| 2     | Maksim Krasnow       | RUS  | 42:03,10 PB |
| 3     | Diego García         | ESP  | 42:03,32 PB |
| 4     | Yuga Yamashita       | JPN  | 42:07,94 PB |
| 5     | Nathan Brill         | AUS  | 42:54,70    |
| 6     | Zaharías Tsamoudákis | GRE  | 45:14,15    |
| 7     | Gregorio Angelini    | ITA  | 45:26,66 PB |
| 8     | Bence Venyercsán     | HUN  | 46:08,48    |

### 110 m Hürden
| Platz | Athlet               | Land | Zeit (s) |
| ----- | -------------------- | ---- | -------- |
| 1     | Jaheel Hyde          | JAM  | 13,13 CR |
| 2     | Marlon Humphrey      | USA  | 13,24 PB |
| 3     | Lu Yang              | CHN  | 13,33    |
| 4     | Roger Iribarne       | CUB  | 13,46    |
| 5     | Euan Dickson-Earle   | GBR  | 13,62    |
| 6     | Isaiah Moore         | USA  | 13,68    |
| 7     | Naoya Kawamura       | JPN  | 13,78    |
| 8     | Ifeanyi Andrew Atuma | NGR  | 13,94    |

Wind: -1,1 m/s

### 400 m Hürden
| Platz | Athlet                     | Land | Zeit (min) |
| ----- | -------------------------- | ---- | ---------- |
| 1     | Marvin Williams            | JAM  | 50,39 WYL  |
| 2     | Wang Yang                  | CHN  | 50,78      |
| 3     | Kenneth Selmon             | USA  | 51,30      |
| 4     | Takumu Furuya              | JPN  | 51,58      |
| 5     | Derick Diaz                | PUR  | 51,76 PB   |
|       | Geofrey Kipkoech Cheruiyot | KEN  | DNF        |
|       | Okeen Williams             | JAM  | DNF        |
|       | Marlon Humphrey            | USA  | DNS        |

### 2000 m Hindernis
| Platz | Athlet                 | Land | Zeit (min)  |
| ----- | ---------------------- | ---- | ----------- |
| 1     | Meresa Kahsay          | ETH  | 5:19,99 WYB |
| 2     | Nicholas Kiptonui Bett | KEN  | 5:20,92 PB  |
| 3     | Justus Kipkorir Lagat  | KEN  | 5:30,00 PB  |
| 4     | Hicham Chemlal         | MAR  | 5:32,92 PB  |
| 5     | Micheale Atsbah        | ETH  | 5:36,64 PB  |
| 6     | Hiroshi Yanokura       | JPN  | 5:42,16 PB  |
| 7     | Bailey Roth            | USA  | 5:45,87     |
| 8     | Filip Sasínek          | CZE  | 5:47,90     |

Datum: 12. Juli, 19:26 Uhr
Teilnehmer aus deutschsprachigen Ländern:
Platz 10: Patrick Karl  GER, 5:49,96 PB

### Sprint-Staffel (100 m – 200 m – 300 m – 400 m)
| Platz | Land               | Athleten                                                                                    | Zeit (s)    |
| ----- | ------------------ | ------------------------------------------------------------------------------------------- | ----------- |
| 1     | Jamaika            | Waseem Williams Michael O’Hara Okeen Williams Martin Manley                                 | 1:49,23 WYB |
| 2     | Vereinigte Staaten | Jaalen Jones Noah Lyles Taylor McLaughlin Ryan Clark                                        | 1:50,14 SB  |
| 3     | Japan              | Daiki Oda Shunto Nagata Kakeru Yamaki Kaisei Yui                                            | 1:50,52 PB  |
| 4     | Katar              | Ibrahim Moussa Adam Khalid Mohammed Al-Shahrani Mohamed El Nour Mohamed Mohamed Nasir Abbas | 1:52,55     |
| 5     | Bahamas            | Keanu Pennerman Ian Kerr Kinard Rolle Henri Delauze                                         | 1:52,97 SB  |
| 6     | Polen              | Jakub Galandziej Konrad Ziólkowski Dawid Kapala Wiktor Suwara                               | 1:53,36 SB  |
| 7     | Nigeria            | Bashiru Abdullahi Ifeanyi Andrew Atuma Samson Oghenewegba Nathaniel Omeiza John Akerele     | 1:53,61     |
| 8     | Ungarn             | Ákos Boda Richárd Köcse Csaba Kiss Szabolcs Vígvári                                         | 1:54,38     |

### Hochsprung
| Platz | Athlet               | Land | Höhe (m) |
| ----- | -------------------- | ---- | -------- |
| 1     | Woo Sang-hyeok       | KOR  | 2,20 PB  |
| 2     | Jiaxu Bai            | CHN  | 2,18 PB  |
| 3     | Christoff Bryan      | JAM  | 2,16     |
| 4     | Oleksandr Barannikow | UKR  | 2,16 PB  |
| 5     | Laquan Nairn         | BAH  | 2,16 PB  |
| 6     | Ilia Spitsyn         | RUS  | 2,11 PB  |
| 7     | Paul Galas           | CAN  | 2,11 PB  |
| 8     | Oskar Lundqvist      | SWE  | 2,07     |

### Stabhochsprung
| Platz | Athlet          | Land | Höche (m) |
| ----- | --------------- | ---- | --------- |
| 1     | Harry Coppell   | GBR  | 5,25 PB   |
| 2     | Huang Bokai     | CHN  | 5,20 PB   |
| 3     | Lev Skorish     | ISR  | 5,10 PB   |
| 4     | Paulo Benavides | USA  | 5,00 PB   |
| 5     | Takumi Okamoto  | JPN  | 5,00 PB   |
| 6     | Adam Hague      | GBR  | 4,90      |
| 6     | Devin King      | USA  | 4,90      |
| 8     | Luigi Colella   | ITA  | 4,90      |
| 8     | Aleix Pi        | ESP  | 4,90      |

### Weitsprung
| Platz | Athlet            | Land | Weite (m) |
| ----- | ----------------- | ---- | --------- |
| 1     | Anatoliy Ryapolow | RUS  | 7,79      |
| 2     | Yaoqing Fang      | CHN  | 7,53      |
| 3     | Isaiah Moore      | USA  | 7,53 PB   |
| 4     | Shuhei Matsuoka   | JPN  | 7,40 PB   |
| 5     | Peifeng Zhong     | CHN  | 7,34      |
| 6     | Santiago Cova     | VEN  | 7,34      |
| 7     | Yasser Triki      | ALG  | 7,32      |
| 8     | Thobias Montler   | SWE  | 7,32      |

### Dreisprung
| Platz | Athlet               | Land | Weite (m) |
| ----- | -------------------- | ---- | --------- |
| 1     | Lázaro Martínez      | CUB  | 16,63 CR  |
| 2     | Fang Yaoqing         | CHN  | 16,48 PB  |
| 3     | Dimitri Antonov      | GER  | 16,02 PB  |
| 4     | Oleksandr Malossilow | UKR  | 15,95 PB  |
| 5     | Simone Forte         | ITA  | 15,71 PB  |
| 6     | Pavlo Beznis         | UKR  | 15,70 PB  |
| 7     | Justin Donawa        | BER  | 15,65 PB  |
| 8     | Max Heß              | GER  | 15,52 PB  |

### Kugelstoßen
| Platz | Athlet              | Land | Weite (m) |
| ----- | ------------------- | ---- | --------- |
| 1     | Patrick Müller      | GER  | 22,02 PB  |
| 2     | Henning Prüfer      | GER  | 21,94 PB  |
| 3     | Mohamed Magdi Hamza | EGY  | 20,58     |
| 4     | Martin Marković     | CRO  | 20,54     |
| 5     | Konrad Bukowiecki   | POL  | 20,10     |
| 6     | Yang Kang           | CHN  | 20,04 PB  |
| 7     | Antoine Duponchel   | FRA  | 19,85 PB  |
| 8     | Amir Ali Patterson  | USA  | 19,69     |

### Diskuswurf
| Platz | Athlet          | Land | Weite (m) |
| ----- | --------------- | ---- | --------- |
| 1     | Matthew Denny   | AUS  | 67,54 WYL |
| 2     | Henning Prüfer  | GER  | 65,62     |
| 3     | Cheng Yulong    | CHN  | 62,80 PB  |
| 4     | Chen Liangyu    | CHN  | 61,11     |
| 5     | Bartłomiej Stój | POL  | 60,74     |
| 6     | Domantas Poška  | LTU  | 60,73     |
| 7     | Reno Tuufuli    | USA  | 59,90 PB  |
| 8     | Bence Halász    | HUN  | 57,83     |

### Hammerwurf
| Platz | Athlet                | Land | Weite (m) |
| ----- | --------------------- | ---- | --------- |
| 1     | Matija Gregurić       | CRO  | 79,83 PB  |
| 2     | Pawel Paljakou        | BLR  | 79,02 PB  |
| 3     | Matthew Denny         | AUS  | 78,67     |
| 4     | Raman Scholudseu      | BLR  | 78,55 PB  |
| 5     | Ahmed Amgad el-Seify  | QAT  | 77,33 PB  |
| 6     | Tshepang Makhethe     | RSA  | 75,54 PB  |
| 7     | Bence Halász          | HUN  | 74,90     |
| 8     | Miguel Alberto Blanco | ESP  | 74,58 SB  |

### Speerwurf
| Platz | Athlet              | Land | Weite (m) |
| ----- | ------------------- | ---- | --------- |
| 1     | Matija Muhar        | SLO  | 78,84 PB  |
| 2     | Norbert Rivasz-Tóth | HUN  | 78,27     |
| 3     | Pablo Bugallo       | ESP  | 76,63     |
| 4     | Oliver Helander     | FIN  | 75,36     |
| 5     | Lassi Saarinen      | FIN  | 73,38     |
| 6     | Christoph Müller    | GER  | 72,83 PB  |
| 7     | Jarne Duchateau     | BEL  | 71,37     |
| 8     | Dominic Strauss     | GER  | 70,12     |

### Achtkampf
| Platz | Athlet             | Land | Punkte  |
| ----- | ------------------ | ---- | ------- |
| 1     | Karsten Warholm    | NOR  | 6451 PB |
| 2     | Feliks Shestopalow | RUS  | 6260 PB |
| 3     | Jan Doležal        | CZE  | 6222 PB |
| 4     | Maksim Andralojz   | BLR  | 6157 PB |
| 5     | Artur Hämäläinen   | FIN  | 6073 PB |
| 6     | Gabriel Moore      | USA  | 6013    |
| 7     | Santiago Ford      | CUB  | 6006    |
| 8     | Suguru Shiozaki    | JPN  | 5982 PB |

## Ergebnisse Frauen

### 100 m
| Platz | Athletin          | Land | Zeit (s) |
| ----- | ----------------- | ---- | -------- |
| 1     | Ky Westbrook      | USA  | 11,33 PB |
| 2     | Ariana Washington | USA  | 11,40    |
| 3     | Ángela Tenorio    | ECU  | 11,41    |
| 4     | Ewa Swoboda       | POL  | 11,61    |
| 5     | Irene Ekelund     | SWE  | 11,62    |
| 6     | Dutee Chand       | IND  | 11,71    |
| 7     | Jessie Maduka     | GER  | 11,84    |
| 8     | Kristina Siwkowa  | RUS  | 28,87    |

### 200 m
| Platz | Athletin          | Land | Zeit (s) |
| ----- | ----------------- | ---- | -------- |
| 1     | Irene Ekelund     | SWE  | 22,92 CR |
| 2     | Ángela Tenorio    | ECU  | 23,13 PB |
| 3     | Ariana Washington | USA  | 23,20    |
| 4     | Hannah Cunliffe   | USA  | 23,44 PB |
| 5     | Gina Lückenkemper | GER  | 23,53    |
| 6     | Shannon Hylton    | GBR  | 23,64    |
| 7     | Lisa Mayer        | GER  | 24,12    |
| 8     | Letícia de Souza  | BRA  | 24,46    |

### 400 m
| Platz | Athletin               | Land | Zeit (s) |
| ----- | ---------------------- | ---- | -------- |
| 1     | Sabrina Bakare         | GBR  | 52,77 PB |
| 2     | Olivia Baker           | USA  | 53,38    |
| 3     | Tiffany James          | JAM  | 53,56    |
| 4     | Nguyễn Thị Oanh        | VIE  | 53,80 PB |
| 5     | Edidiong Odiong        | NGR  | 54,14 PB |
| 6     | Nanako Matsumoto       | JPN  | 54,59    |
| 7     | Anastasija Kudrjawzewa | RUS  | 54,69 PB |
| 8     | Luca Palásti           | HUN  | 54,81    |

### 800 m
| Platz | Athletin            | Land | Zeit (min) |
| ----- | ------------------- | ---- | ---------- |
| 1     | Aníta Hinriksdóttir | ISL  | 2:01,13 CR |
| 2     | Dureti Edao         | ETH  | 2:03,25 PB |
| 3     | Raevyn Rogers       | USA  | 2:03,32 PB |
| 4     | Georgia Wassall     | AUS  | 2:04,32    |
| 5     | Chelsea Jarvis      | GBR  | 2:07,01    |
| 6     | Renée Eykens        | BEL  | 2:07,70    |
| 7     | Mareen Kalis        | GER  | 2:08,38    |
| 8     | Ersula Farrow       | USA  | 2:13,56    |

### 1500 m
| Platz | Athletin         | Land | Zeit (min) |
| ----- | ---------------- | ---- | ---------- |
| 1     | Tigist Gashaw    | ETH  | 4:14,25    |
| 2     | Dawit Seyaum     | ETH  | 4:15,51    |
| 3     | Alexa Efraimson  | USA  | 4:16,07    |
| 4     | Bobby Clay       | GBR  | 4:16,41 PB |
| 5     | Maria Dietz      | GER  | 4:19,71    |
| 6     | Iveen Chepkemoi  | KEN  | 4:20,55    |
| 7     | Lizerie Ferreira | RSA  | 4:22,43 PB |
| 8     | Maki Izumida     | JPN  | 4:22,46    |

### 3000 m
| Platz | Athletin               | Land | Zeit (min)  |
| ----- | ---------------------- | ---- | ----------- |
| 1     | Lilian Kasait Rengeruk | KEN  | 8:58,74 WYL |
| 2     | Berhan Demiesa         | ETH  | 9:00,06     |
| 3     | Silenat Yismaw         | ETH  | 9:01,63 PB  |
| 4     | Stella Chesang         | UGA  | 9:11,03 PB  |
| 5     | Alina Reh              | GER  | 9:20,99     |
| 6     | Misaki Hayashida       | JPN  | 9:24,24     |
| 7     | Yuri Nozoe             | JPN  | 9:24,60     |
| 8     | Mercy Chebwogen        | KEN  | 9:27,98     |

### 5000 m Bahngehen
| Platz | Athletin            | Land | Zeit (min)   |
| ----- | ------------------- | ---- | ------------ |
| 1     | Olga Schargina      | RUS  | 22:13,91 WYL |
| 2     | Momoko Mizota       | JPN  | 22:42,77 PB  |
| 3     | Noemi Stella        | ITA  | 22:48,95     |
| 4     | Zhao Wenli          | CHN  | 22:58,56 PB  |
| 5     | Klawdiia Afanasiewa | RUS  | 23:33,24     |
| 6     | Xiao Xianghua       | CHN  | 23:44,33 PB  |
| 7     | María Pérez         | ESP  | 23:48,11     |
| 8     | Katarzyna Zdziebło  | POL  | 23:50,37     |

### 100 m Hürden
| Platz | Athletin         | Land | Zeit (s)  |
| ----- | ---------------- | ---- | --------- |
| 1     | Yanique Thompson | JAM  | 12,94 WYB |
| 2     | Dior Hall        | USA  | 13,01 PB  |
| 3     | Mikiah Brisco    | USA  | 13,29 PB  |
| 4     | Rushelle Burton  | JAM  | 13,32 PB  |
| 5     | Adriana Janic    | SWE  | 13,33 PB  |
| 6     | Chantal Butzek   | GER  | 13,40     |
| 7     | Luca Kozák       | HUN  | 13,62     |
| 8     | Julija Sokolowa  | RUS  | 13,72     |

### 400 m Hürden
| Platz | Athletin          | Land | Zeit (s)  |
| ----- | ----------------- | ---- | --------- |
| 1     | Helene Swanepoel  | RSA  | 58,08 WYL |
| 2     | Tia-Adana Belle   | BAR  | 58,42 PB  |
| 3     | Lisa-Marie Jacoby | GER  | 58,75 PB  |
| 4     | Eileen Demes      | GER  | 58,92 PB  |
| 5     | Samantha Gonzalez | USA  | 59,74     |
| 6     | Tatiana Sánchez   | KOL  | 60,13     |
| 7     | Nenah De Coninck  | BEL  | 60,61     |
| 8     | Andrenette Knight | JAM  | 62,22     |

### 2000 m Hindernis
| Platz | Athletin              | Land | Zeit (min) |
| ----- | --------------------- | ---- | ---------- |
| 1     | Rosefline Chepngetich | KEN  | 6:14,60    |
| 2     | Daisy Jepkemei        | KEN  | 6:15,12 PB |
| 3     | Weynshet Ansa         | ETH  | 6:30,05    |
| 4     | Buzuayehu Mohamed     | ETH  | 6:40,06    |
| 5     | Nicole Reina          | ITA  | 6:40,70 PB |
| 6     | Amy McCormick         | AUS  | 6:44,45    |
| 7     | Marta Bote            | ESP  | 6:45,88 PB |
| 8     | Julie Op'T'Hoog       | FRA  | 6:50,10    |

### Sprint-Staffel (100 m – 200 m – 300 m – 400 m)
| Platz | Land                     | Athletinnen                                                      | Zeit (s)    |
| ----- | ------------------------ | ---------------------------------------------------------------- | ----------- |
| 1     | Vereinigte Staaten       | Dior Hall Ky Westbrook Raevyn Rogers Olivia Baker                | 2:05,15 WYL |
| 2     | Britische Jungferninseln | Taylor Hill Nelda Huggins Jonel Lacey Tarika Moses               | 2:07,40 PB  |
| 3     | Japan                    | Mizuki Nakamura Nana Fujimori Seika Aoyama Nanako Matsumoto      | 2:07,61 PB  |
| 4     | Tschechien               | Andrea Školová Veronika Palicková Jana Reissová Zdenka Seidlová  | 2:08,55 PB  |
| 5     | Kanada                   | Natasha Brown Raquel Tjernagel Mariam Abdul-Rashid Kendra Clarke | 2:08,59     |
| 6     | Ungarn                   | Luca Kozák Melinda Ferenczi Mónika Zsiga Luca Palásti            | 2:09,32 SB  |
| 7     | Italien                  | Annalisa Spadotto Scott Micaela Moroni Anna Schena Elena Bellò   | 2:10,64 SB  |
|       | Volksrepublik China      | Ge Manqi Wang Xuan Liang Xiaojing Huang Guifen                   | DSQ         |

### Hochsprung
| Platz | Athletin              | Land | Höhe (m) |
| ----- | --------------------- | ---- | -------- |
| 1     | Eleanor Patterson     | AUS  | 1,88 PB  |
| 2     | Erika Furlani         | ITA  | 1,82 PB  |
| 3     | Rhizlane Siba         | MAR  | 1,79     |
| 3     | Julia du Plessis      | RSA  | 1,79     |
| 5     | Ana Paula de Oliveira | BRA  | 1,79     |
| 6     | Anne Klebsch          | GER  | 1,79 SB  |
| 7     | Hannah Joye           | AUS  | 1,79     |
| 8     | Nawal Meniker         | FRA  | 1,75     |
| 8     | Elina Kakko           | FIN  | 1,75     |

### Stabhochsprung
| Platz | Athletin          | Land | Höche (m) |
| ----- | ----------------- | ---- | --------- |
| 1     | Robeilys Peinado  | VEN  | 4,25      |
| 2     | Alena Lutkowskaja | RUS  | 4,15      |
| 3     | Krista Obižajeva  | LAT  | 4,05      |
| 4     | Eliza McCartney   | NZL  | 4,05      |
| 5     | Noelina Madarieta | ARG  | 4,05      |
| 5     | Nina Kennedy      | AUS  | 4,05      |
| 7     | Kamila Przybyła   | POL  | 4,05 PB   |
| 8     | Lene Retzius      | NOR  | 3,95 PB   |

### Weitsprung
| Platz | Athletin           | Land | Weite (m) |
| ----- | ------------------ | ---- | --------- |
| 1     | Florentina Marincu | ROU  | 6,42      |
| 2     | Keturah Orji       | USA  | 6,39 PB   |
| 3     | Natalia Chacinska  | POL  | 6,22 PB   |
| 4     | Janaina Fernandes  | BRA  | 6,21 PB   |
| 5     | Courtney Corrin    | USA  | 6,19      |
| 6     | Benedetta Cuneo    | ITA  | 6,15      |
| 7     | Nathalie Buschung  | GER  | 6,09 PB   |
| 8     | Veronika Šádková   | CZE  | 6,07      |

### Dreisprung
| Platz | Athletin               | Land | Weite (m) |
| ----- | ---------------------- | ---- | --------- |
| 1     | Florentina Marincu     | ROU  | 13,75 WYL |
| 2     | Wang Rong              | CHN  | 13,69     |
| 3     | Keturah Orji           | USA  | 13,69 PB  |
| 4     | Núbia Soares           | BRA  | 13,60 PB  |
| 5     | Marie Josée Ebwea Bile | FRA  | 13,31 PB  |
| 6     | Benedetta Cuneo        | ITA  | 13,27 PB  |
| 7     | Tetjana Holowtschuk    | UKR  | 13,13 PB  |
| 8     | Zhao Jing              | CHN  | 13,03     |

### Kugelstoßen
| Platz | Athletin            | Land | Weite (m) |
| ----- | ------------------- | ---- | --------- |
| 1     | Emel Dereli         | TUR  | 20,14 CR  |
| 2     | Alëna Bugakowa      | RUS  | 18,60     |
| 3     | Ashlie Blake        | USA  | 17,57     |
| 4     | Anika Nehls         | GER  | 17,23     |
| 5     | Klaudia Kardasz     | POL  | 16,98     |
| 6     | Elena Besrutschenko | RUS  | 16,98     |
| 7     | Alina Kenzel        | GER  | 16,74     |
| 8     | Lena Giger          | USA  | 16,52     |

### Diskuswurf
| Platz | Athletin              | Land | Weite (m) |
| ----- | --------------------- | ---- | --------- |
| 1     | Xie Yuchen            | CHN  | 56,34 CR  |
| 2     | Claudine Vita         | GER  | 52,59 PB  |
| 3     | Liang Xinyun          | CHN  | 51,50 PB  |
| 4     | Veronika Domjan       | SLO  | 47,66     |
| 5     | Yasenaca Denicaucau   | AUS  | 47,03     |
| 6     | Karyna Cherednychenko | UKR  | 46,89 PB  |
| 7     | Leandri Geel          | RSA  | 46,38     |
| 8     | Lloydricia Cameron    | USA  | 45,48     |

### Hammerwurf
| Platz | Athletin                | Land | Weite (m) |
| ----- | ----------------------- | ---- | --------- |
| 1     | Réka Gyurátz            | HUN  | 73,20 CR  |
| 2     | Helga Völgyi            | HUN  | 71,95     |
| 3     | Walerija Semenkowa      | UKR  | 68,62 PB  |
| 4     | Beatrice Nedberg Llano  | NOR  | 68,31 PB  |
| 5     | Dimitra Zotou           | GRE  | 67,20 PB  |
| 6     | Katarzyna Furmanek      | POL  | 66,64     |
| 7     | Nastassja Maslawa       | BLR  | 65,40     |
| 8     | Helene Sofie Ingvaldsen | NOR  | 65,37 PB  |

### Speerwurf
| Platz | Athletin         | Land | Weite (m) |
| ----- | ---------------- | ---- | --------- |
| 1     | Mackenzie Little | AUS  | 61,47 CR  |
| 2     | Yulenmis Aguilar | CUB  | 59,94 PB  |
| 3     | Anete Kociņa     | LAT  | 54,26     |
| 4     | Réka Szilágyi    | HUN  | 54,24     |
| 5     | Eda Tuğsuz       | TUR  | 51,56     |
| 6     | Jo-Ane van Dyk   | RSA  | 50,16     |
| 7     | Lena Lilie       | GER  | 48,95     |
| 8     | Raimu Tanaka     | JPN  | 48,71     |

### Siebenkampf
| Platz | Athletin         | Land | Punkte  |
| ----- | ---------------- | ---- | ------- |
| 1     | Celina Leffler   | GER  | 5747 CR |
| 2     | Emma Stenlöf     | SWE  | 5590 PB |
| 3     | Louisa Grauvogel | GER  | 5581    |
| 4     | Aliyah Johnson   | AUS  | 5547 PB |
| 5     | Alysha Burnett   | AUS  | 5505 PB |
| 6     | Fiorella Chiappe | ARG  | 5490 PB |
| 7     | Meg Hemphill     | JPN  | 5454 PB |
| 8     | Inge Drost       | NED  | 5419 PB |

## Abkürzungen
- WR = Weltrekord
- WU20R = U20-Weltrekord
- OR = olympischer Rekord
- YOR = olympischer Jugendrekord
- AR = Kontinentalrekord
- AU20R = U20-Kontinentalrekord
- NR = nationaler Rekord
- NU20R = nationaler U20-Rekord
- CR = Meisterschaftsrekord
- MR = Veranstaltungsrekord
- WB = Weltbestleistung
- WU20B = U20-Weltbestleistung
- WU18B = U18-Weltbestleistung
- AB = Kontinentalbestleistung
- AU20B = U20-Kontinentalbestleistung
- AU18B = U18-Kontinentalbestleistung
- NB = nationale Bestleistung
- NU20B = nationale U20-Bestleistung
- NU18B = nationale U18-Bestleistung
- PB = persönliche Bestleistung
- SB = persönliche Saisonbestleistung
- QB = Qualifikationsbestleistung
- WL = Weltjahresbestleistung
- WU20L = U20-Weltjahresbestleistung
- WU18L = U18-Weltjahresbestleistung
- DSQ = disqualifiziert (engl. Disqualified)
- DNS = Wettkampf nicht angetreten (engl. Did Not Start)
- DNF = Wettkampf nicht beendet (engl. Did Not Finish)

## Medaillenspiegel
| Medaillenspiegel (Endstand nach 40 Entscheidungen) | Medaillenspiegel (Endstand nach 40 Entscheidungen) | Medaillenspiegel (Endstand nach 40 Entscheidungen) | Medaillenspiegel (Endstand nach 40 Entscheidungen) | Medaillenspiegel (Endstand nach 40 Entscheidungen) | Medaillenspiegel (Endstand nach 40 Entscheidungen) |
| Platz                                              | Land                                               | Gold                                               | Silber                                             | Bronze                                             | Gesamt                                             |
| -------------------------------------------------- | -------------------------------------------------- | -------------------------------------------------- | -------------------------------------------------- | -------------------------------------------------- | -------------------------------------------------- |
| 01                                                 | Jamaika                                            | 6                                                  | 0                                                  | 2                                                  | 8                                                  |
| 02                                                 | Kenia                                              | 4                                                  | 3                                                  | 4                                                  | 11                                                 |
| 03                                                 | Äthiopien                                          | 3                                                  | 3                                                  | 2                                                  | 8                                                  |
| 04                                                 | Australien                                         | 3                                                  | 0                                                  | 1                                                  | 4                                                  |
| 05                                                 | Vereinigte Staaten                                 | 2                                                  | 7                                                  | 8                                                  | 17                                                 |
| 06                                                 | Volksrepublik China                                | 2                                                  | 6                                                  | 3                                                  | 11                                                 |
| 07                                                 | Russland                                           | 2                                                  | 5                                                  | 0                                                  | 7                                                  |
| 08                                                 | Deutschland                                        | 2                                                  | 3                                                  | 3                                                  | 8                                                  |
| 09                                                 | Vereinigtes Königreich                             | 2                                                  | 1                                                  | 1                                                  | 4                                                  |
| 010                                                | Rumänien                                           | 2                                                  | 0                                                  | 0                                                  | 2                                                  |
| 011                                                | Ungarn                                             | 1                                                  | 2                                                  | 0                                                  | 3                                                  |
| 12                                                 | Kuba                                               | 1                                                  | 1                                                  | 2                                                  | 4                                                  |
| 12                                                 | Japan                                              | 1                                                  | 1                                                  | 2                                                  | 4                                                  |
| 014                                                | Schweden                                           | 1                                                  | 1                                                  | 0                                                  | 2                                                  |
| 015                                                | Südafrika                                          | 1                                                  | 0                                                  | 1                                                  | 2                                                  |
| 16                                                 | Island                                             | 1                                                  | 0                                                  | 0                                                  | 1                                                  |
| 16                                                 | Kroatien                                           | 1                                                  | 0                                                  | 0                                                  | 1                                                  |
| 16                                                 | Norwegen                                           | 1                                                  | 0                                                  | 0                                                  | 1                                                  |
| 16                                                 | Slowenien                                          | 1                                                  | 0                                                  | 0                                                  | 1                                                  |
| 16                                                 | Südkorea                                           | 1                                                  | 0                                                  | 0                                                  | 1                                                  |
| 16                                                 | Türkei                                             | 1                                                  | 0                                                  | 0                                                  | 1                                                  |
| 16                                                 | Venezuela                                          | 1                                                  | 0                                                  | 0                                                  | 1                                                  |
| 23                                                 | Ecuador                                            | 0                                                  | 1                                                  | 1                                                  | 2                                                  |
| 23                                                 | Italien                                            | 0                                                  | 1                                                  | 1                                                  | 2                                                  |
| 25                                                 | Barbados                                           | 0                                                  | 1                                                  | 0                                                  | 1                                                  |
| 25                                                 | Brasilien                                          | 0                                                  | 1                                                  | 0                                                  | 1                                                  |
| 25                                                 | Eritrea                                            | 0                                                  | 1                                                  | 0                                                  | 1                                                  |
| 25                                                 | Britische Jungferninseln                           | 0                                                  | 1                                                  | 0                                                  | 1                                                  |
| 25                                                 | Belarus                                            | 0                                                  | 1                                                  | 0                                                  | 1                                                  |
| 30                                                 | Spanien                                            | 0                                                  | 0                                                  | 2                                                  | 2                                                  |
| 30                                                 | Lettland                                           | 0                                                  | 0                                                  | 2                                                  | 2                                                  |
| 32                                                 | Ägypten                                            | 0                                                  | 0                                                  | 1                                                  | 1                                                  |
| 32                                                 | Israel                                             | 0                                                  | 0                                                  | 1                                                  | 1                                                  |
| 32                                                 | Marokko                                            | 0                                                  | 0                                                  | 1                                                  | 1                                                  |
| 32                                                 | Polen                                              | 0                                                  | 0                                                  | 1                                                  | 1                                                  |
| 32                                                 | Tschechien                                         | 0                                                  | 0                                                  | 1                                                  | 1                                                  |
| 32                                                 | Ukraine                                            | 0                                                  | 0                                                  | 1                                                  | 1                                                  |
| Gesamt                                             | Gesamt                                             | 40                                                 | 40                                                 | 41                                                 | 121                                                |